# 暖地泥炭蘚
暖地泥炭蘚（学名：Sphagnum junghuhnianum）为泥炭蘚科泥炭蘚屬下的一个种。

## 扩展阅读
- 維基物種上的相關：暖地泥炭蘚